# Agnes Lunn
Agnes Cathinka Vilhelmine Lunn (16. marts 1850 på Rønnebæksholm – 12. december 1941 i København) var en dansk skulptør og maler.

## Liv
Agnes Lunn var datter af forpagter Villars Knudsen Lunn (f. 1816) på Dortheaslyst og Frederikke Amalie f. Hagen (f. 1817, d. 1869). Forældrene boede senere på Frederikshøj, som de blev ejere af.
Agnes Lunn blev mest kendt som dyremalerinde og dyreskulptør. Hun blev uddannet til kunstmaler hos genre- og historiemaleren Frederik Christian Lund og maleren Otto Bache og tog desuden en billedhuggeruddannelse i Paris, hvor hun sammen med Joakim Skovgaard var elev hos Jean-Léon Gérôme, Léon Bonnat og Jules Bastien-Lepage. Hun havde forbindelse med både Joakim Skovgaard og Niels Skovgaard, der begge var knyttet til familien Lunn – i 1896 rejste de sammen med arkæologen Christian Blinkenberg til Grækenland og besøgte bl.a. Delfi og Peloponnes, Athen og Megares. Både Joakim Skovgaard og Agnes Lunn var meget inspireret af arkaisk kunst, heriblandt græske vaser, som de studerede flittigt på rejsen. Dette vides fra Skovgaards bevarede breve hjem. I 1889 rejste Agnes Lunn med veninden Anne Marie Carl Nielsen til Holland og Belgien for at male og derefter til Paris for at besøge Verdensudstillingen.

## Udstillinger og rejser
Hun udstillede første gang 1875 på Charlottenborg Forårsudstilling og sidenhen bl.a. på Den Frie Udstilling. I 1880 og 1884 studerede hun i Paris og foretog flere rejser navnlig til Holland og Belgien. I vinteren 1889-90 besøgte hun Modelskolen i den med Kunstakademiet forbundne Kunstskole for Kvinder. Endvidere udstillede hun ved Kvindernes Udstilling 1895 og på Salonen i Paris 1904 og 1905. Agnes Lunn malede og modellerede primært dyreportrætter, de fleste blot små statuetter i bronze. Ifølge hende selv skiftede hun endegyldigt fra maleri til skulptur sidst i 1880'erne: "Jeg skulde male nogle Heste i Bevægelse og kunde ikke faa det til at gaa. Derved gik jeg over til Skulpturen"
Lunn opholdt sig i 8 somre på Island, hvor hun tegnede og malede. Hun solgte 1904 ”Liggende Islandsk Lasthest” til Statens Museum for Kunst. På Landbohøjskolen hænger "En islandsk Hest. Eyrarbakka"(1902). Hun modtog i 1934 Eckersberg Medaillen efter en udstilling af dyreskulpturer. Hun var medlem af komitéen bag Kvindernes Udstilling 1895 og medstifter af Kvindelige Kunstneres Samfund (KKS) i 1916.
Agnes Lunn stod sammen med en komité fra KKS bag Kvindelige Kunstneres Retrospektive Udstilling 18. september-14. oktober 1920 i Den Frie Udstillings Bygning. Komitéens øvrige medlemmer var Bertha Dorph, Helvig Kinch, Marie Sandholt, Olga Meisner-Jensen og Nanna Johansen (senere Nanna Ullman). Agnes Lunn stod desuden bag den indledende tekst i kataloget. Marie Henriques, som var formand for KKS, blev udpeget som udstillingens formand. Komitéen blev senere udvidet med Karen Hannover, Astrid Holm, Helga Møller og Effie Hegermann-Lindencrone
Selv var hun repræsenteret med ni værker.
Agnes Lunn har fortrinsvist efterladt sig mindre statuetter, bl.a. dyreskulpturer i bronze, der meget praktisk blot bærer navn efter det, de forestiller, fx ”Frø” fra 1912. Flere er efterladt i flere kopier - fx findes "Hoppe med Føl" (1912), der står i Knabstrup Slotspark, i to eksemplarer.

## Omtale
I Den gyldne Bog om Danske Kvinder fra 1941 omtales Agnes Lunn således: »Viste allerede som 3-årig ganske særlige Egenskaber for Tegning. Uddannet i Tegning og Maling af F.C. Lund. Studeret i Paris i 1870 på Bonnats atelier under Gerome og Bastièn Lepage. Har været paa Studieophold i Italien og Grækenland (…). Har indført og leveret Monumentet for Guvernør Limpricht på S:t Thomas (Granit med Portræt i Marmor).«
Hun fungerede som en slags reservemor for den senere højesteretssagfører C.L. David, da hans forældre døde, mens han endnu var barn. Hans store interesse for kunst, som senere førte til hans oprettelse af Davids Samling, menes at stamme fra Agnes Lunn. I Davids Samling ses flere af hendes værker, bl.a. "To Svømmende Heste" fra 1906 og "Stående Hest. Jarpr" fra 1916.
I 1941 blev hun begravet på slægtskirkegården ved Sønder Jernløse Kirke.
Efter hendes død indstiftede C.L. David Legatet til Minde om Billedhuggerinde Agnes Lunn, der stadig uddeles til billedhuggere.
| - Andre værker af Agnes Lunn - Køer på en vej nær Orehoved på Falster, 1891 - Portræt af gamle Picolo, 1895 - Hvilende islandsk lasthest, 1904 - 'Japr' skulptur af islænderhest i bronze, 1916 |